# LNB Pro A 2021-2022
La LNB Pro A 2021-2022, nota come Betclic Élite 2021-2022 per ragioni di sponsorizzazioni, è la 100ª edizione del massimo campionato francese di pallacanestro maschile, la 34ª dalla creazione della LNB, la 17ª con la denominazione di Pro A.

## Squadre partecipanti
| Squadra          | Stagione | Città            | Palazzetto                      | Stagione precedente |
| ---------------- | -------- | ---------------- | ------------------------------- | ------------------- |
| Bourg-en-Bresse  | ...      | Bourg-en-Bresse  | Ekinox                          | 5º posto in Pro A   |
| Châlons-Reims    | ...      | Reims            | Complexe Sportif René Tys       | 12º posto in Pro A  |
| Cholet           | ...      | Cholet           | La Meilleraie                   | 14º posto in Pro A  |
| Digione          | ...      | Digione          | JM Geoffroy Sports Palace       | 2º posto in Pro A   |
| BCM Gravelines   | ...      | Gravelines       | Sportica                        | 15º posto in Pro A  |
| Le Mans          | ...      | Le Mans          | Antarès                         | 7º posto in Pro A   |
| Le Portel        | ...      | Le Portel        | Le Chaudron                     | 13º posto in Pro A  |
| Limoges CSP      | ...      | Limoges          | Palais des sports de Beaublanc  | 9º posto in Pro A   |
| ASVEL            | dettagli | Villeurbanne     | Astroballe                      | 1º posto in Pro A   |
| Metropolitans 92 | ...      | Levallois-Perret | Palais des Sports Marcel Cerdan | 6º posto in Pro A   |
| Monaco           | dettagli | Monaco           | Salle Gaston Médecin            | 4º posto in Pro A   |
| Nanterre 92      | ...      | Nanterre         | Palais des Sports de Nanterre   | 10º posto in Pro A  |
| Orléans Loiret   | ...      | Orléans          | Palais des sports d'Orléans     | 8º posto in Pro A   |
| Pau-Lacq-Orthez  | ...      | Pau              | Palais des Sports               | 11º posto in Pro A  |
| Paris            | ...      | Parigi           | Halle Georges Carpentier        | 2º posto in Pro B   |
| Provence         | ...      | Fos-sur-Mer      | Complexe sportif Parsemain      | 1º posto in Pro B   |
| Roanne           | ...      | Roanne           | Halle André Vacheresse          | 16º posto in Pro A  |
| Strasburgo       | ...      | Strasburgo       | Rhénus Sport                    | 3º posto in Pro A   |

## Stagione regolare

### Classifica
Classifica aggiornata al 19 giugno 2021
|  | Pos. | Squadra                      | G  | V  | P  | PtF  | PtS  | Diff. |
|  | ---- | ---------------------------- | -- | -- | -- | ---- | ---- | ----- |
|  | 1.   | LDLC ASVEL Lyon-Villeurbanne | 34 | 26 | 8  | 2919 | 2642 | +277  |
|  | 2.   | Monaco                       | 34 | 25 | 9  | 2951 | 2732 | +219  |
|  | 3.   | Metropolitans 92             | 34 | 24 | 10 | 2956 | 2730 | +226  |
|  | 4.   | Limoges CSP                  | 34 | 20 | 14 | 2700 | 2554 | +146  |
|  | 5.   | JDA Digione                  | 34 | 20 | 14 | 2769 | 2773 | -4    |
|  | 6.   | EB Pau-Lacq-Orthez           | 34 | 19 | 15 | 2794 | 2791 | +3    |
|  | 7.   | SIG Strasburgo               | 34 | 19 | 15 | 2889 | 2755 | +134  |
|  | 8.   | Cholet                       | 34 | 18 | 16 | 2778 | 2790 | -12   |
|  | 9.   | Le Mans                      | 34 | 17 | 17 | 2810 | 2741 | +69   |
|  | 10.  | Nanterre 92                  | 34 | 17 | 17 | 2877 | 2835 | +42   |
|  | 11.  | JL Bourg-en-Bresse           | 34 | 15 | 19 | 2661 | 2606 | +55   |
|  | 12.  | BCM Gravelines Dunkerque     | 34 | 13 | 21 | 2792 | 2845 | -53   |
|  | 13.  | Roanne                       | 34 | 13 | 21 | 2905 | 3021 | -116  |
|  | 14.  | ESSM Le Portel               | 34 | 13 | 21 | 2634 | 2797 | -163  |
|  | 15.  | Paris Basketball             | 34 | 13 | 21 | 2772 | 2963 | -191  |
|  | 16.  | Provence Basket              | 34 | 12 | 22 | 2576 | 2744 | -168  |
|  | 17.  | Orléans                      | 34 | 12 | 22 | 2680 | 2915 | -235  |
|  | 18.  | Châlons-Reims                | 34 | 10 | 24 | 2793 | 3022 | -229  |

      Campione di Francia.
      Ammesse ai playoff scudetto.
      Retrocesse in Pro B
  Vincitrice del campionato francese
  Vincitrice della Coppa di Francia 2021

In caso di parità tra due squadre si considera la differenza canestri degli scontri diretti, in caso di scarto nullo si considera il coefficiente canestri (PF/PS). In caso di parità fra tre o più squadre si procede al calcolo della classifica avulsa, prendendo in considerazione come primo elemento il totale degli scontri diretti tra le squadre interne alla classifica avulsa, in caso di parità interna tra due squadre si prosegue con le regole per la parità tra due squadre.

## Play-off
|  | Quarti di finale | Quarti di finale | Quarti di finale | Quarti di finale | Quarti di finale | Quarti di finale | Quarti di finale |  |  | Semifinali | Semifinali      | Semifinali      | Semifinali | Semifinali | Semifinali | Semifinali |    |    | Finale | Finale | Finale | Finale | Finale | Finale | Finale |  |
|  |                  |                  |                  |                  |                  |                  |                  |  |  |            |                 |                 |            |            |            |            |    |    |        |        |        |        |        |        |        |  |
|  | 1                | ASVEL            | ASVEL            | ASVEL            | 70               | 82               | 84               |  |  |            |                 |                 |            |            |            |            |    |    |        |        |        |        |        |        |        |  |
|  | 8                | Cholet           | Cholet           | Cholet           | 74               | 66               | 82               |  |  | 1          | ASVEL           | ASVEL           | ASVEL      | 81         | 101        | 73         |    |    |        |        |        |        |        |        |        |  |
|  | 4                | Limoges CSP      | Limoges CSP      | Limoges CSP      | Limoges CSP      | 70               | 68               |  |  | 5          | Digione         | Digione         | Digione    | 68         | 90         | 61         |    |    |        |        |        |        |        |        |        |  |
|  | 5                | Digione          | Digione          | Digione          | Digione          | 84               | 70               |  |  |            |                 |                 |            |            |            |            |    |    | 1      | ASVEL  | 74     | 91     | 80     | 85     | 84     |  |
|  | 2                | Monaco           | Monaco           | Monaco           | 87               | 97               | 82               |  |  |            |                 | 2               | Monaco     | 82         | 54         | 83         | 68 | 82 |        |        |        |        |        |        |        |  |
|  | 7                | Strasburgo       | Strasburgo       | Strasburgo       | 100              | 95               | 80               |  |  | 2          | Monaco          | Monaco          | 94         | 79         | 76         | 85         |    |    |        |        |        |        |        |        |        |  |
|  | 3                | Metropolitans 92 | Metropolitans 92 | Metropolitans 92 | Metropolitans 92 | 77               | 71               |  |  | 6          | Pau-Lacq-Orthez | Pau-Lacq-Orthez | 65         | 72         | 82         | 83         |    |    |        |        |        |        |        |        |        |  |
|  | 6                | Pau-Lacq-Orthez  | Pau-Lacq-Orthez  | Pau-Lacq-Orthez  | Pau-Lacq-Orthez  | 94               | 81               |  |  |            |                 |                 |            |            |            |            |    |    |        |        |        |        |        |        |        |  |

## Premi e riconoscimenti
- MVP del campionato:  Will Cummings, Metropolitans 92
- MVP finali:  Élie Okobo, ASVEL
- Allenatore dell'anno:  Vincent Collet, Metropolitans 92
- Miglior giovane:  Victor Wembanyama, ASVEL
- Miglior difensore:  Ismaël Kamagate, Paris
- Miglior marcatore:  Brandon Jefferson, Pau-Lacq-Orthez
- Miglior stoppatore:  Chris Horton, Nanterre 92
- Quintetto ideale:
  -  Will Cummings, Metropolitans 92
  -  Nicolas Lang, Limoges CSP
  -  Alpha Diallo, Monaco
  -  TaShawn Thomas, Le Mans
  -  Chris Horton, Nanterre 92

## Squadre francesi nelle competizioni europee
| Squadra    | Competizione | Andamento         |
| ---------- | ------------ | ----------------- |
| LDLC ASVEL | Euroleague   | Stagione regolare |
| Monaco     | Euroleague   | Quarti di finale  |

| Squadra          | Competizione | Andamento         |
| ---------------- | ------------ | ----------------- |
| Metropolitans 92 | Eurocup      | Quarti di finale  |
| Bourg-en-Bresse  | Eurocup      | Stagione regolare |

| Squadra    | Competizione     | Andamento                 |
| ---------- | ---------------- | ------------------------- |
| Digione    | Champions League | Top 16                    |
| Le Mans    | Champions League | Secondo turno preliminare |
| Strasburgo | Champions League | Quarti di finale          |